# Algarrobo (San Antonio)
Algarrobo ist eine Stadt und Gemeinde in der Provinz San Antonio, Chile. Sie liegt an der Küste und ist ein beliebter Ferienort für die Bevölkerung aus Santiago. Die Stadt ist gehoben und liegt in der Nähe von El Quisco und Valparaíso und wurde am 21. November 1945 offiziell als Kommune gegründet. Die Stadt erfuhr große Aufmerksamkeit, als dem San Alfonso del Mar der größte Pool der Welt zuerkannt wurde.

## Bevölkerung
Bei der Volkszählung von 2007 war Algarrobo 175,6 km² groß und hatte 13.817 Einwohner. Davon waren 6734 männlich und 7083 weiblich. 10.899 der Einwohner wohnten im urbanen Bereich Algarrobo. Im Vergleich zur letzten Zählung wuchs die Einwohnerzahl um 5525.

## Gemeinderat
Der Gemeinderat wird von drei Parteien gebildet:
- PP: 42,15 % (1302 Wähler)
- PSOE: 42,89 % (1325 Wähler)
- Ciudadanos: 11,59 % (853 Wähler)

Damit stellen die PP und PSOE jeweils sechs Stadträte und Ciudadanos einen.